# Карпатски биосферен резерват
Карпатският биосферен резерват е биосферен резерват в Украйна с площ 57 800 хектара, част от Световната мрежа на биосферните резервати на ЮНЕСКО от 1992 г., разположен на надморска височина 200 до 2061 метра в Източните Карпати, обхващащ дъбови гори, планински бук (Nothofagus solandri var. cliffortioides), смесени и смърчови гори, борово-елшови алпийски самодиви гористи местности, субалпийски и алпийски ливади и планински ландшафти със скални лишеи. Най-големият масив с девствени букови гори в Европа (Уголско-Широколужанския заповидний масив) и Долината на Нарцисите са защитени в биосферния резерват. В района все още могат да бъдат открити големи хищници като мечки, вълци и рисове. Биосферният резерват се намира от осем отделни масива, разположени в планинските вериги Чорногора (Чорногирский масив), Марамарош (Марамарошки масив), Свидивец (Кузий-Трибушанский и Свидивецки масиви), Полонинский (в Уголско-Широколужанския заповидний масив), Вулканичен хребет на украинските Карпати (Чорна гора и Юливска гора), както и Верхньотисинска улоговина (Долина на нарцисите). 
В биосферния резерват се намират 17 населени места, в които живеят около 100 000 души. Близо 400 души живеят в територията на резервата, най-вече грижещи се за животните и култивирането на посевите. 
Биосферният резерват цели управление на основни проблеми свързани със запазването на природата – обновяване на нарушените екосистеми до естественото им състояние, регулиране на говедата на паша с цел биоценозно запазване на планинските ливади, нелегален дърводобив и контрабанден лов. Една от основите задачи на биосферния резерват е запазването на културното наследство и популяризирането на устойчивото развитие в региона. 
Отдава се внимание на екологичното образование и обучение. В района са създадени Музей на планинската екология и историята на употребата на природата в Украинските Карпати, място за събиране на карпатската флора и центрове за посетители. Издава се екологичното списание „Зелени карпатийци“ (Green Carpathians). В резервата има научен отдел, изследващ флората на Карпатите с цел извеждане на препоръка за защита на природата и управление на горите. 
През 1998 г. Карпатският биосферен резерват е удостоен Европейската диплома на Съвета на Европа – за първи път в Украйна. Биосферният резерват е член на международната Асоциация на Карпатските национални паркове и резервати (Association of the Carpathian National Parks and Reserves). Карпатският биосферен резерват поддържа добри връзки с много международни организации като Световен фонд за дивата природа и Международен съюз за защита на природата и с чуждестранни научни институции и институции за защита на природата, най-вече с Швейцарския федерален институт за изследване на горите, снега и ландшафта, Бешчадски национален парк (Полша) и Бюкски национален парк (Унгария). 
Резерватът е управляван от специален отдел на Националното министерство на екологията и природите ресурси на Украйна. 